# Pharmacosmos
Pharmacosmos er en privatejet, international farmaceutisk virksomhed med hovedsæde, produktionsfaciliteter og forskningslaboratorier i Holbæk, Danmark.
Pharmacosmos, der blev grundlagt i 1965, producerer og markedsfører farmaceutiske lægemidler og aktive farmaceutiske råvarer. På verdensplan er virksomheden førende inden for produktion af dextran og jerndextran til human og veterinær anvendelse.
Pharmacosmos er specialiseret i forskning og udvikling af kulhydrater og jern-kulhydrat komplekser til behandling af jernmangel-anæmi.
Pharmacosmos er godkendt i overensstemmelse med Good Manufacturing Practice (GMP) af bl.a. Lægemiddelstyrelsen og de amerikanske sundhedsmyndigheder (U.S. Food and Drug Administration).